# Cruel Fairytales
Cruel Fairytales (残酷な童話たち, Zankoku na Douwa-tachi) es un manga creado por Kaori Yuki, solo cuenta con un tomo y es de las primeras historias de esta mangaka, sin embargo su dibujo se nota más estilizado y la forma de contar la historia es muy envolvente e indescifrable. Es un shōjo muy fuera de lo común ya que involucra muchos elementos de suspenso y terror, además de que los personajes son muy oscuros.

## Argumento
El manga comienza con dos hermanos que escapan de su casa y se esconden en un bosque llevando consigo solo unos pastelillos, cerillos y una caja de música que representaba la historia del "Ángel y las Brujas", el hermano mayor le contaba a su hermana una historia acerca de un ángel, una muchacha y unas brujas, de como estas querían matar a la muchacha y el ángel, violando toda regla, salva a la chica atravesándola con una flecha. Al prender un cerillo se dan cuenta de que hay cuerpos muertos colgados en los árboles alrededor de ellos, se asustan y el niño se queda en shock mientras que la niñita corre y se pierde en el bosque. Años después, con el objetivo de buscar a su hermana, el joven invita a niñas huérfanas que se parezcan a su hermana a quedarse en su mansión para comprobar si alguna de ellas es su amada hermana menor. Pero la casa, el joven y el sierviente esconden un secreto que las niñas no se imaginan.

## Personajes
- Julian: Es el joven maestro de la mansión en busca de su hermana menor que se perdió hace años en el bosque. Ahora es huérfano y vive solo con su sirviente Martin, su casa está llena de muñecas e inclusive tiene una casa de muñecas gigante hecha especialmente para su hermana.

- Martin: Es el fiel sirviente del joven Julian, se encarga de ir y de cuidar de las señoritas que llagan a la mansión. Además de cuidar del joven maestro. Es muy amable y desde el principio se lleva muy bien con Luccia.

- Luccia: Una joven huérfana que cumple con todas las características físicas de la hermana perdida, excepto por sus modales y actitud impulsiva. Es la única a la que no le interesa ser la hermana del joven pero por lo visto ella es la única que encaja en el perfil. Sospecha de Julian cuando Elesia y Marie desaparecen, sobre todo cuando encuentra el listón de Elesia bañado en sangre.

- Elesia: Una joven aparentemente dulce que afirma ser la hermana perdida, hasta el punto en que parece querer engañarse a ella misma, ya que lo repite incluso cuando esta sola, es la primera en desaparecer.

- Marie: Una joven totalmente altanera que solo está ahí principalmente por conseguir el dinero a cualquier medio, después de que Elesia desapareciera le dice a Luccia que si algo le pasaba, ella tenía que investigar más sobre esa casa, desaparece poco después

- Datos: Q3574760